# Габайн, Аннемари фон
Аннемари фон Габайн (нем. Annemarie von Gabain, 4 июля 1901, Моранж, Лотарингия, Германская империя — 15 января 1993, Берлин) — немецкий востоковед, тюрколог и синолог. 

## Биография
Родилась в семье генерала. Отец Аннемари, Артур фон Габайн, был выходцем из старинного гугенотского рода. Школьное образование получила в Майнце (где служил её отец) и в Бранденбурге. Закончила Берлинский университет, изучив там синологию и тюркологию, а также математику. Диссертацию защищала по китайской истории. После окончания своего образования А. фон Габайн преподавала в университетах Берлина (Гумбольдтский университет), Гамбурга, Фрибура и Анкары. Внесла большой вклад в изучение памятников из немецкого Турфанского собрания. Среди учеников А. фон Габайн следует отметить известную исследовательницу ислама Аннемари Шиммель.

## Избранные работы
- Узбекская грамматика, Лейпциг, 1945
- Древнетюркская грамматика, Лейпциг, 1950
- Древнетюркская письменность, Берлин, 1950
- Содержание и магическое значение древнетюркских текстов, Фрибур, 1953
- Уйгурское царство Хочо. 850-1250 г.г., Берлин, 1961
- Оттиски из турфанского собрания, Берлин, изд. «Академия», 1967
- Введение в изучение культуры народов Центральной Азии, Дармштадт, 1979
- Язык формы в уйгурской живописи, Висбаден, 1987